# 프랭크 보스퍼
프랭크 보스퍼(Frank Vosper, 1899년 12월 15일 ~ 1937년 3월 6일)는 영국의 극작가, 연극 배우, 영화배우이다.
그레이터런던에서 태어났으며 바다에서 사망하였다. 사인은 익사이다.

## 영화
- 나이팅게일 커티지 별장 (1947년)
- 나이팅게일 커티지 별장 (1947년)
- 나이팅게일 커티지 별장 (1938년)
- 나이팅게일 커티지 별장 (1937년)
- 레드 엔사인 (1934년)
- 나는 비밀을 알고 있다 (1934년)
- 비엔나로부터의 왈츠 (1933년)
- 로마행 특급열차 (1932년)